# نیل اچ. موریتز
نئال اچ مورتیز (انگلیسی: Neal H. Moritz؛ زادهٔ ۶ ژوئن ۱۹۵۹) یک تهیه‌کننده اهل ایالات متحده آمریکا است.